# Remaclus Fuchs
Pour les articles homonymes, voir Fuchs.
Remaclus Fuchs ou Remacle Fusch, aussi connu sous le nom de Remacle de Limbourg, est un médecin allemand né à Limbourg vers 1510 et mort à Liège en 1587,. Il exerça la médecine à Liège, après avoir voyagé en Allemagne, et s'occupa beaucoup, en même temps, d'histoire naturelle.

## Œuvres
- Morbi hispanici curandi methodus, (Paris, 1541, in-8°) ;
- Illustrium medicorum qui superiore sæculo floruerunt vitæ (Paris, 1541, in-8°) ;
- De herbarum notitia, natura atque earum viribus (Anvers, 1544, in-12).

## Hommages
En Belgique, la rue Fusch qui longe le Jardin botanique de Liège commémore son nom.

## Source
- Grand Dictionnaire universel du XIXe siècle